# ホセ・ルイス・モラレス
ホセ・ルイス・モラレス・ノガレス（José Luis Morales Nogales ,  1987年7月23日 - ）は、スペイン・マドリード出身のサッカー選手。レバンテUD所属。ポジションはFW。

## 来歴
2006年にマドリードの小さなチームでプロデビュー。2011年7月1日にレバンテUDと契約し、テルセーラ・ディビシオン所属のBチームに登録。  
2013年7月30日、当時セグンダ・ディビシオン所属のSDエイバルへの1年間のローン移籍が決定。10月27日のFCバルセロナB戦で、移籍後初ゴールを決めるなど、主力選手として活躍した。
2014-15シーズンから正式にレバンテのトップチームのメンバーに登録。2014年8月30日のアスレティック・ビルバオ戦で、念願のラ・リーガ初出場。10月4日のエイバル戦で、リーガ初ゴールを決めるなど、チームの中心選手となった。2016-17シーズンはセグンダ・ディビシオンでのプレーを余儀なくされたものの、1年でリーガに復帰し、2017年7月12日に契約延長に合意。
2018-19シーズン開幕戦となった、2018年8月17日のレアル・ベティス戦では、77m独走ドリブルから先制ゴールを決める活躍で、敵地エスタディオ・ベニート・ビジャマリンでの3-0の勝利に貢献。10月20日のレアル・マドリード戦では、先制ゴールを決め、敵地サンティアゴ・ベルナベウての2-1の大金星に導いた。2021-22シーズン終了後、契約満了でクラブを退団。レバンテでは、ラ・リーガ通算62得点を挙げているが、これはクラブの1部最多得点記録である。
2022年6月24日、フリーでビジャレアルCFに加入し、2年契約を結んだ。